# Uschi Krosch
Uschi Krosch (* 1964 in Berlin) ist eine deutsche Chorleiterin, Musikpädagogin und Gesangscoach.

## Leben und Wirken
Krosch wuchs im Rheinland auf. Seit ihrem zehnten Lebensjahr sang sie im Kinderchor und in verschiedenen Kammerchören. Später studierte sie Klavier und musikalische Früherziehung an der Musikhochschule Köln sowie Kulturmanagement an der HWP und schloss den Diplomstudiengang für Chorleitung an der Musikhochschule Hamburg als Diplom-Chordirigentin ab. Seit den 1990er Jahren lebt sie in Hamburg.
Ab 2001 leitete sie den Madrigalchor Eppendorf und gründete 2004 den Kammerchor Altona mit künstlerischem Schwerpunkt u. a. auf a-cappella-Werken des 19. und 20. Jahrhunderts. 2011 übernahm sie die Leitung des Chores der HAW Hamburg. 2019 gründete sie gemeinsam mit Gratian Permien den Chor Klub Konsonanz, der unter anderem mit Vocal Painting arbeitet.
Krosch arbeitete mehrfach mit Hamburger Komponisten zusammen. So leitete sie musikalisch unter anderem die Uraufführung des Leviathan von Jan Dvořák, die Uraufführung der Werke Humanity (2019) sowie Nihil esse respondendum von Johannes Hofmann und Dass etwas getan werden muss von Max Andrzejewski (2020). Außerdem wirkte sie als Percussionistin beim Hamburger Katarakt Festival. 2014 leitete sie im Rahmen der Donaueschinger Musiktage die Veranstaltung Musiksprechen, bei der Werke von Josef Anton Riedl, Michael Lentz und Jennifer Walshe uraufgeführt wurden.
Krosch ist als Gesangscoach regelmäßig für mehrere Theater tätig. So betreute sie Musikproduktionen am Thalia-Theater, am Kampnagel, am Theater Bremen und in Göttingen.